# جون كوري ويلي
جون كوري ويلي (بالإنجليزية: John Corey Whaley)‏ (19 يناير 1984)؛ كاتِب مُتخصِّص في أدب الأطفال وروائي أمريكي. درس في جامعة لويزيانا التقنية.